# Musubi no kami
Musubi no kami (jap. 結びの神, ) ili samo musubi (hiragana むすび), šintoistički kami od povezivanja parova, ljubavi i braka, sličan kineskom Yue Laou. Djevojci se pojavljuje u obliku zgodnog mladića, koji se iznenada naginje k naprijed s Kanzakure, svetog trešnjina drva u kojem živi. Ponudit će joj trešnjin cvijet, obećavajući ljubav u budućnosti. Staro svetište ovom kamije može se naći u Kagamiju, u provinciji Mimasaki.
Izvorno se zvao "musuhi no kami", prema musuhi (jap. 産霊, "motivacijska sila, životna sila"). "No" ( の je posvojna čestica) i treći dio imenice je 神 (kami, naziv za šintoistički kami, vid božanstva, duha).
"Musuhi" je kovanica od "musu" (jap. kanji 産す, "dgoditi se, razviti se, izrasti") i "hi" (jap. kanji 霊, "mistična moć").
Jedan je od kamijja stvaranja, odgovoran za stvaranje raja i pakla i stvih stvari. Musuhi ("mistična moć rasta") promijenio se u oblik musubi ("povezivanje skupa"). Izgovor ( 結び ) za ovaj dio riječi primjer je atejija. U popularnoj kulturi, ovaj kami je odgovoran za povezivanje ljubavnih parova.